# رالف ليوبولد
رالف ليوبولد (بالإنجليزية: Ralph Leopold)‏ هو معلم موسيقى وعازف بيانو أمريكي، ولد في 14 فبراير 1884، وتوفي في 10 يوليو 1955.